# Amfiaráos
Amfiaráos (řecky Αμφιάραος, latinsky Amphiaraus) je v řecké mytologii jedním ze sedmi vojevůdců z války Sedm proti Thébám.
Byl synem krále Oiklea a byl nadán věšteckým uměním. Když argejský král Adrástos – jeho švagr – svolával vojska proti Thébám, ukázalo se, že Amfiaráos tuto válku nepodporuje, ostatně nebyla po vůli ani bohům. Amfiaráos se odmítal tažení zúčastnit.
Tehdy se do událostí vložil Polyneikés, syn vyhnaného thébského krále Oidipa, kterého bratr Eteoklés zbavil vlády v Thébách. Polyneikés navštífil Erifýlé, Amfiaráovu manželku. Ta již předtím zahlazovala spory mezi svým manželem a svým bratrem. Na její vliv vsadil Polyneikés a na našeptávání Týdeovo jí přinesl darem vzácný, dokonce kouzelný náhrdelník. Ten kdysi dávno darovala sama bohyně Afrodíté pramáti rodu Harmonii, manželce zakladatele Théb Kadma. Za tuto vzácnost Erifýlé urovnala spor mezi Adrástem a Amfiaráem a ten se k výpravě proti Thébám skutečně přidal.
Bohové zjevili mnohá znamení proti vedení války, přidala se k nim také jedna neblahá událost: když argejská armáda již táhla na Théby, v Nemei, kde vládl král Lykúrgos, požádali vojáci o vodu dívku, která opatrovala nemluvně. Byla to Hypsipylé, bývalá královna na ostrově Lémnos, dcera krále Thoanta. Ta se dostala do Nemei do otroctví. Dítě, které opatrovala, byl královský syn Ofeltés. Chůva ho položila na zem a šla vojákům ukázat pramen. Mezitím se připlazil velký had a dítě zahubil. Amfiaráos to považoval za další znamení nepřízně bohů.
Vojsko zaujalo pozice před branami, každý z vojevůdců útočil na jednu ze sedmi bran. Tam byl jako první zabit Kapaneus, po něm Týdeus byl zasažen oštěpem do břicha. Jeho ochránkyně bohyně Athéna si vyprosila u nejvyššího boha Dia elixír na záchranu Týdeova života. Než se vrátila, zabil Amfiaráos thébského bojovníka a jeho rozpolcenou hlavu nesl Týdeovi. Ten k ní přiložil ústa, aby vypil jeho mozek pro zvýšení své bojovnosti. V tom okamžiku ho zahlédla Athéna a zhnuseně vylila elixír na zem. Týdeus zranění podlehl.
Thébané pod vedením Kreonta vyrazili do útoku a zahnali argejské na útěk. Amfiaráos prchal ve svém voze, pronásledovatelé už ho málem dostali svými oštěpy, když zasáhl Zeus, udeřil do země bleskem a Amfiaráos zmizel pod zemí, kde prý dále vládl „živý mezi mrtvými“.

## Odraz v umění
- Aischylova tragédie Sedm proti Thébám
- Homérova Odysseia
- z výtvarného umění zejména vázová malba Amfiaráos vyjíždí do války proti Thébám (z první poloviny 6. stol. př. n. l., nalézá se ve Státních muzeích v Berlíně).